# タウトヴィラス・ケーストゥタイティス
タウトヴィラス・ケーストゥタイティス（Tautvilas Kęstutaitis, 1352/5年 - 1390年9月）は、リトアニア大公ケーストゥティスの息子の一人で、兄弟のヴィータウタスが従兄弟のヨガイラと争った時には強力な支持者となった。
1380年にヨガイラはケーストゥティスに反する形で密かにドイツ騎士団とドヴィディシュケス条約を締結した。これが内戦の火種となった。ケーストゥティスとその息子のヴィータウタスは捕えられてクレヴァ城に幽閉された。1382年にケーストゥティスは怪死し、他方、ヴィータウタスはどうにか脱出してドイツ騎士団と同盟した。同じ頃、ヨガイラはタウトヴィラスを、その兄弟であるヴァイドダスとともに統治していたナヴァフルダクから追放した。タウトヴィラスは兄弟であるヴィータウタスの戦いに加勢した。ドイツ騎士団のもとを訪れている間の1383年10月21日にコンラートの洗礼名を授かっている。1384年にヴィータウタスとヨガイラが和解したことで内戦は終結した。
ヨガイラがクレヴォの合同に調印してポーランド国王となると人気のない弟のスキルガイラをリトアニアの摂政として残した。ヴィータウタスはこれを権力を奪取する機会と捕えて内戦を再開した。ヴィータウタスのヴィリニュスに対する最初の軍事遠征は失敗して二度目のドイツ騎士団への亡命を余儀なくされた。タウトヴィラスはこれに再び加わった。ヴィータウタスとドイツ騎士団に加勢した軍隊は1390年9月にヴィリニュスを攻撃した。ヴィーガンド・フォン・マルブルクの年代記によればタウトヴィラスは曲がった城を奪取しようとする時に殺された。